# Вулиця Медова (Львів)
Вулиця Медова — вулиця у Галицькому районі міста Львова, поблизу історичного центра міста. Сполучає вулиці Замарстинівську та Куліша. Прилучається Площа Святого Теодора, проспект Чорновола ділить вулицю навпіл. Ділянка вулиці Медової біля нічного клубу «Малевич» є пішохідною. 

## Назва
Вулиця названа так 1871 року, бо пролягала неподалік місцевої медоварні, що мала адресу: пляц Місіонарський, 2 (нині площа 700-річчя Львова). Приміщення медоварні розібрали до 1956 року.

## Забудова
В архітектурному ансамблі вулиці Медової присутні стилі класицизм і віденська сецесія та забудована дво- та триповерховими будинками початку XX століття.
№ 3 — синагога «Ор Шемеш» («Світло сонця»). Первісно вона функціювала як хасидська синагога у 1842—1902 роках на подвір'ї будинку на вулиці Сонячній, 26 (нинішня Куліша). У 1902 році синагога була розібрана, а 1903 року збудована наново з цегли на лівому березі річки Полтва, у рядовій забудові невеличкої вулиці Медової, що вела від Сонячної до моста через річку. Проєкт виконав архітектор Саломона Рімера. Урочисте відкриття синагоги  відбулося 3 липня 1903 року. Синагогу «Ор Шемеш» зруйновано під час німецької окупації Львова, у 1943 році. Нині цієї адреси не існує, а на місці колишньої синагоги облаштований дитячий майданчик.
№ 5 — триповерховий житловий будинок, збудований на початку XX століття. На першому поверсі будинку за польських часів був молочний магазин Фроммера.
№ 6, 8 — п'ятиповерховий будинок, збудований у 1911—1912 роках на розі вулиць Медової та площі Святого Теодора за проєктом архітектора Ігнатія Віняжа у стилістиці «раціональної» сецесії з елементами неокласицизму для Дебори Корнер. Автор проєкту використав два перших поверхи будинків, споруджених наприкінці XIX століття та об'єднав їх єдиними фасадами, розчленований гладкими лізенами зі стилізованими іонійськими капітелями та завершив чотирма трапецієподібними аттиками. Власниками будинку № 6 у 1935 році Бліма Алвел, у 1939 році — Рубін Зандберг, а будинку № 8 у 1935—1939 роках — Владислав Янковський.
№ 9 — триповерховий будинок Якуба Ґюнсберга, збудований у 1903—1904 роках на розі вулиць Медової та Полтв'яної (нині проспект Чорновола за проєктом архітектора Саломона Рімера у стилі пізнього неоренесансу. 1916 року належав Зайнвелю Бекерману, у 1920—1936 роках — Маурицію та Регіні Фухсам, 1939 року — А. Буксману, власнику млина. В будинку за радянських часів, у 1950-х роках працювала перукарня. Нині тут міститься кафе «Струмок». Також на першому поверсі будинку міститься салон мобільного зв'язку «Юніт».
№ 10 — двоповерховий житловий будинок, збудований на початку XX століття, на розі вулиць Медової та Замарстинівської. В будинку у міжвоєнний період працювала пекарня Кізельшайна.